# Барантон
Барантон (фр. Barenton) насеље је и општина у северној Француској у региону Доња Нормандија, у департману Манш која припада префектури Авранш.
По подацима из 2011. године у општини је живело 1.235 становника, а густина насељености је износила 35,41 становника/km². Општина се простире на површини од 34,88 km². Налази се на средњој надморској висини од 135 метара (максималној 297 m, а минималној 88 m).

## Демографија
| 1962. | 1968. | 1975. | 1982. | 1990. | 1999. | 2011. |
| ----- | ----- | ----- | ----- | ----- | ----- | ----- |
| 1.524 | 1.598 | 1.452 | 1.547 | 1.437 | 1.348 | 1.235 |

График промене броја становника у току последњих година